# From Hell (filme)
From Hell (bra: Do Inferno; prt: A Verdadeira História de Jack, o Estripador) é um filme norte-americano de 2001, dos gêneros terror e mistério, dirigido pelos irmãos Hughes (Albert e Allen).
Ambientado na Londres do século 19, a trama envolve o serial killer Jack, o Estripador, baseada na história em quadrinhos homônima de Alan Moore.

## Sinopse
Em 1888, Mary Kelly e um pequeno grupo de prostitutas londrinas atravessam a miséria diária implacável. Sua amiga Ann Crook é uma ex-prostituta agora casada com um pintor rico chamado Albert, e ela recentemente deu à luz uma filha, Alice. Quando Ann é sequestrada, as mulheres são atraídas para uma conspiração com ligações à alta sociedade. O sequestro de Ann é seguido pelo assassinato horrível de outra das mulheres, e logo se torna evidente que cada uma das prostitutas está sendo caçada, assassinada e mutilada post-mortem por um assassino chamado Jack, o Estripador.
Os assassinatos de prostitutas chamam a atenção do inspetor de polícia de Whitechapel, Frederick Abberline, um homem brilhante, mas problemático, cujo trabalho policial é muitas vezes auxiliado por suas "visões" psíquicas. Abberline ainda está de luto pela morte de sua esposa durante o parto dois anos antes. Seu colega sargento Peter Godley tenta entender as estranhas teorias de Abberline. As investigações de Abberline revelam que uma pessoa culta, provavelmente conhecedora da anatomia humana, é responsável pelos assassinatos por causa dos métodos cirúrgicos altamente precisos usados.
Ann logo é localizada em uma casa de trabalho depois de ser lobotomizada porque os médicos a consideraram violenta e insana. Está implícito que a operação foi realizada para silenciá-la.
Abberline consulta Sir William Gull, um médico da família real, baseando-se em sua experiência e conhecimento da medicina. Durante este encontro, Gull deduz que Abberline está lutando contra o vício em ópio. As descobertas de Gull apontam Abberline para uma conspiração mais sombria e organizada do que ele suspeitava originalmente. Abberline se envolve profundamente com o caso, que ganha significado pessoal quando se apaixona por Maria.
Abberline deduz que a influência maçônica está envolvida nos assassinatos. Seu superior, um maçom de alto escalão, se opõe aos métodos de Abberline e o suspende do caso. Depois disso, Abberline persiste e descobre que Gull é o assassino. Gull foi instruído a se desfazer de todas as testemunhas do casamento proibido do pintor Albert Sickert com Ann Crook, a mãe de sua filha legítima, Alice. Sickert é revelado como sendo o príncipe Alberto, neto da rainha Vitória. Albert está morrendo de sífilis, o que faz da bebê Alice a futura herdeira do trono britânico. Gull se vangloria para Abberline de que ele será lembrado na história por dar "à luz ao século 20". Abberline saca sua arma, prometendo que Gull nunca verá o século 20, mas antes que ele seja capaz de atirar em Gull, ele é nocauteado por Ben Kidney, outro maçom.
Os maçons tentam eliminar Abberline sem deixar testemunhas, mas Abberline revida, e mata um dos assassinos, derrubando uma carruagem. Em seguida, ele corre para salvar Maria, mas chega tarde demais, e culpa seu superior por não ajudá-lo ou Godley nos casos. Passando pelo terrível assassinato, Abberline descobre uma mecha de cabelo morena diferente do vermelho de Mary, escondendo essa evidência para protegê-la. O comportamento cada vez mais sinistro de Gull dá uma visão de sua mente assassina, mas calculista. Em vez de acusar publicamente Gull, os maçons lobotomizam-no para proteger a si mesmos e à família real do escândalo. Gull desafia a afirmar que não tem igual entre os homens, permanecendo impenitente, até a operação, que o torna um inválido como Ann.
Abberline vai à Taverna dos Dez Sinos em Whitechapel e recebe uma carta misteriosa de Maria. É revelado que Gull confundiu outra prostituta, Ada, com Mary e a matou. Desconfiada de ser vigiada de perto por maçons, Abberline decide não procurá-la, apesar de saber que ela está por aí. Ele queima a carta de Maria, sabendo que nunca poderá ter uma vida normal com ela. O sargento Godley mais tarde encontra Abberline morto de uma overdose de ópio. Perturbado, Godley coloca duas moedas sobre os olhos de Abberline e diz tristemente: "Boa noite, doce príncipe".
Anos depois, Maria é mostrada como tendo adotado Alice, e os dois estão vivendo em uma cabana em um penhasco à beira-mar.

## Elenco
- Johnny Depp ... Inspetor Frederick Abberline
- Heather Graham ... Mary Jane Kelly
- Ian Holm ... Sir William Gull
- Robbie Coltrane ... Sargento Peter Godley
- Ian Richardson ... Sir Charles Warren
- Jason Flemyng ... Netley
- Katrin Cartlidge ... Dark Annie Chapman
- Terence Harvey ... Benjamin 'Ben' Kidney
- Susan Lynch ... Liz Stride
- Paul Rhys ... Dr. Ferral
- Lesley Sharp ... Kate Eddowes
- Estelle Skornik ... Ada
- Nicholas McGaughey ... Officer Bolt
- Annabelle Apsion ... Polly Nichols
- Joanna Page ... Ann Crook

## Produção
From Hell levou vários anos para chegar à produção, e dois estúdios possuíam a propriedade antes de encontrar sua casa na 20th Century Fox. Os Hughes Brothers originalmente queriam que Daniel Day-Lewis interpretasse Abberline. Em uma entrevista de 1997, Alan Moore afirmou que Sean Connery havia sido escalado para o papel. Quando Connery desistiu, os Irmãos Hughes se reuniram com Brad Pitt e Jude Law antes de decidir escalar Johnny Depp.  Os Irmãos Hughes foram contratados para dirigir From Hell depois de optarem por não trabalhar em Planeta dos Macacos.
A fotografia principal começou em 5 de junho de 2000 em Praga, República Tcheca e no Barrandov Studios em um enorme cenário de backlot recriando o bairro de Whitechapel do século 19 em Londres.  Exteriores adicionais foram filmados no Reino Unido, incluindo em Crackington Haven, Boscastle na Cornualha e Goldings propriedade em Hertfordshire.
Nigel Hawthorne foi originalmente escalado como Sir William Gull, mas em 26 de julho de 2000, foi anunciado que Hawthorne havia se retirado do papel por causa de seu câncer terminal. Ele foi substituído por Ian Holm. A disparidade de altura entre Hawthorne e o muito mais curto Holm forçou algumas das cenas a serem alteradas.
Como alguns críticos consideraram o filme muito violento e sangrento, ele foi editado para evitar uma classificação NC-17 pela Motion Picture Association of America. Eventualmente, recebeu uma classificação R devido à "forte violência/gore, sexualidade, linguagem e conteúdo de drogas".
A estreia de From Hell aconteceu no Festival Internacional de Cinema de Toronto em setembro de 2001. Durante os ataques de 11 de setembro, Heather Graham estava voando para Nova York para uma série de reuniões com diretores de cinema quando viu fumaça saindo do World Trade Center.
Marilyn Manson originalmente pretendia trabalhar com o compositor do filme Trevor Jones para remixar partes da trilha sonora para uso dentro do filme.  Provou-se impossível fazer este trabalho antes da data de lançamento do filme, então Manson em vez disso contribuiu com uma versão remixada de sua música The Nobodies, que toca ao longo dos créditos finais do filme.